# Kucsera István
Kucsera István, Kurucz (? – ?) kétszeres magyar bajnok labdarúgó, hátvéd, csatár.

## Pályafutása
1908 és 1910 között 58 mérkőzésen szerepelt az FTC-ben, amelyből 27 bajnoki, 19 nemzetközi és 12 hazai díjmérkőzés volt. Hét gólt szerzett, ebből hat volt bajnoki találat. Kétszeres bajnok volt a csapattal.

## Sikerei, díjai
- Magyar bajnokság
  - bajnok: 1908–09, 1909–10